# Lista över svenska arméns materiel
Den svenska arméns militära materiel omfattar ett brett spektrum av eldhandvapen, pansarfordon, personlig utrustning, artilleri, robotsystem och andra viktiga resurser som används för att upprätthålla nationellt försvar och operativ förmåga. Försvarets materielverk (FMV) ansvarar för anskaffning, utveckling och underhåll av arméns materiel, samt säkerställer att den uppfyller de specifika kraven i Sveriges militära doktrin och miljöförhållanden. Även om en betydande del av utrustningen har utländskt ursprung, genomgår många system omfattande modifieringar för att anpassas till Sveriges unika operativa behov, såsom hårt nordiskt klimat, tät skogs- och terrängmiljö samt avancerad interoperabilitet med Nato och europeiska försvarspartners.
Sverige upprätthåller dessutom en stark inhemsk försvarsindustri, där företag som Saab, BAE Systems och Bofors bidrar med avancerade, egenutvecklade konstruktioner, särskilt inom områden som pansarfordon, eldhandvapen och sensorteknologi.

## Personlig utrustning

### Hjälmar
| Model        | Ursprung | Typ              | Antal | Notering                                |
| ------------ | -------- | ---------------- | ----- | --------------------------------------- |
| Telehjälm 9  | Sverige  | Stridsvagnshjälm | Okänt | Används av besättningar i pansarfordon. |
| Telehjälm 17 | Sverige  | Stridsvagnshjälm | Okänt | Efterföljare till Telehjälm 9.          |
| Hjälm 18     | USA      | Ballistisk hjälm | 2 000 | Används i mycket begränsad omfattning.  |
| Hjälm 24     | USA      | Ballistisk hjälm | Okänt | Efterföljare till Hjälm 18.             |
| Hjälm 90     | Norge    | Kevlarhjälm      | Okänt | Den vanligaste hjälmen.                 |

### Masker
| Model           | Ursprung       | Typ       | Antal   | Notering |
| --------------- | -------------- | --------- | ------- | -------- |
| Skyddsmask FM54 | Storbritannien | CBRN-mask | Okänt   |          |
| Skyddsmask 90   | Sverige        | CBRN-mask | 500 000 |          |

### Västar
| Model          | Ursprung | Typ             | Antal  | Notering                                         |
| -------------- | -------- | --------------- | ------ | ------------------------------------------------ |
| Kroppsskydd 12 | Tyskland | Modulär väst    | Okänt  | Standardväst.                                    |
| Kroppsskydd 22 | Tyskland | Modulär väst    | Okänt  | Uppdaterad version av Kroppsskydd 12.            |
| Kroppsskydd 23 | USA      | Modulär väst    | Okänt  | Speciellt utformad för kvinnliga soldater.       |
| Kroppsskydd 24 | Sverige  | Modulär väst    | 40 000 | Används främst av militärpolis.                  |
| Kroppsskydd 90 | Norge    | Ballistisk väst | Okänt  | Används främst av värnpliktiga under utbildning. |

### Kängor
| Model           | Ursprung | Typ          | Antal  | Notering |
| --------------- | -------- | ------------ | ------ | -------- |
| Marschkänga 24  | Turkiet  | Marschkänga  | 70 000 |          |
| Marschkänga 90  | Sverige  | Marschkänga  | 39 000 |          |
| Gummistövlar 90 | Kanada   | Gummistövlar | Okänt  |          |

### Handskar
| Model               | Ursprung | Typ            | Antal | Notering                       |
| ------------------- | -------- | -------------- | ----- | ------------------------------ |
| Skyddshandskar 7    | Sverige  | CBRN-handskar  | Okänt |                                |
| Stridshandskar 90   | Sverige  | Stridshandskar | Okänt | För användning i kalla klimat. |
| Stridshandskar 2000 | Sverige  | Stridshandskar | Okänt |                                |

### Radio
| Model     | Ursprung | Typ   | Antal | Notering |
| --------- | -------- | ----- | ----- | -------- |
| Radio 570 | Sverige  | Radio | Okänt |          |

## Eldvapen

### Pistoler
| Model     | Ursprung  | Typ    | Antal | Notering                                     |
| --------- | --------- | ------ | ----- | -------------------------------------------- |
| Pistol 88 | Österrike | Pistol | Okänt | Tjänstepistol. Används främst av officerare. |

### Automatkarbiner
| Model             | Ursprung | Typ           | Antal  | Notering                                                                |
| ----------------- | -------- | ------------- | ------ | ----------------------------------------------------------------------- |
| Automatkarbin M4A | USA      | Automatkarbin | 15 000 | Tillfälligt vapen i bruk tills tillräckligt många Ak 24 har levererats. |
| Automatkarbin 5C  | Belgien  | Automatkarbin | 39 200 | Svensk förbättrad version av FN FNC, de flesta tillverkade i Sverige.   |
| Automatkarbin 5D  | Belgien  | Automatkarbin | 39 200 | Svensk förbättrad version av FN FNC, de flesta tillverkade i Sverige.   |
| Automatkarbin 24  | Finland  | Automatkarbin | 7 300  | Efterföljare till Automatkarbin 5.                                      |

### Prickskyttegevär
| Model               | Ursprung       | Typ               | Antal | Notering                                      |
| ------------------- | -------------- | ----------------- | ----- | --------------------------------------------- |
| Prickskyttegevär 08 | Finland        | Prickskyttegevär  | Okänt | Används av Särskilda operationsgruppen (SOG). |
| Prickskyttegevär 90 | Storbritannien | Prickskyttegevär  | Okänt |                                               |
| Automatgevär 90     | USA            | Antimaterielgevär | Okänt | Används för att bekämpa fientlig materiel.    |

### Hagelgevär
| Model                    | Ursprung | Typ        | Antal | Notering |
| ------------------------ | -------- | ---------- | ----- | -------- |
| Hagelgevär 686           | Italien  | Hagelgevär | Okänt |          |
| Förstärkningsgevär 870 C | USA      | Hagelgevär | Okänt |          |
| Hagelgevär 11-87         | USA      | Hagelgevär | Okänt |          |

### Understödsvapen
| Model           | Ursprung | Typ          | Antal | Notering                                              |
| --------------- | -------- | ------------ | ----- | ----------------------------------------------------- |
| Kulspruta 39    | Sverige  | Kulspruta    | Okänt | Koaxial beväpning på Stridsfordon 9040 A och B.       |
| Kulspruta 58    | Belgien  | Kulspruta    | Okänt |                                                       |
| Kulspruta 88    | USA      | Kulspruta    | Okänt | Används främst på Terrängbil 16.                      |
| Kulspruta 90    | Belgien  | Kulspruta    | Okänt |                                                       |
| Kulspruta 94    | Tyskland | Kulspruta    | Okänt | Monterad på Stridsvagn 122, kan demonteras vid behov. |
| Granatspruta 92 | USA      | Granatspruta | Okänt |                                                       |

## Fordon

### Huvudstridsvagnar
| Model           | Ursprung | Typ             | Antal    | Notering                                                                   |
| --------------- | -------- | --------------- | -------- | -------------------------------------------------------------------------- |
| Stridsvagn 122A | Tyskland | Huvudstridsvagn | 96 (-96) | Svensk förbättrad version av Leopard 2A5, de flesta tillverkade i Sverige. |
| Stridsvagn 122B | Tyskland | Huvudstridsvagn | 14 (-14) | Svensk förbättrad version av Leopard 2A5, de flesta tillverkade i Sverige. |
| Stridsvagn 123A | Tyskland | Huvudstridsvagn | 0 (+110) | Svensk förbättrad version av Leopard 2A5, de flesta tillverkade i Sverige. |
| Stridsvagn 123B | Tyskland | Huvudstridsvagn | 0 (+44)  | Svensk förbättrad version av Leopard 2A5, de flesta tillverkade i Sverige. |

### Pansarskyttefordon
| Model              | Ursprung | Typ                | Antal   | Notering                                                        |
| ------------------ | -------- | ------------------ | ------- | --------------------------------------------------------------- |
| Stridsfordon 9035  | Sverige  | Pansarskyttefordon | 0 (+50) | Moderniserad variant med 35 mm automatkanon. Leverans planerad. |
| Stridsfordon 9040A | Sverige  | Pansarskyttefordon | 224     | Svensktillverkad version av CV90 med 40 mm beväpning.           |
| Stridsfordon 9040B | Sverige  | Pansarskyttefordon | 224     | Svensktillverkad version av CV90 med 40 mm beväpning.           |
| Stridsfordon 9040C | Sverige  | Pansarskyttefordon | 224     | Svensktillverkad version av CV90 med 40 mm beväpning.           |

### Skyddade trupptransportfordon
| Model                | Ursprung | Typ              | Antal     | Notering                                           |
| -------------------- | -------- | ---------------- | --------- | -------------------------------------------------- |
| Pansarterrängbil 180 | Finland  | Pansarterrängbil | 34        | Finskproducerad Sisu XA-180S, beväpnad med Ksp 88. |
| Pansarterrängbil 202 | Finland  | Pansarterrängbil | 20        |                                                    |
| Pansarterrängbil 203 | Finland  | Pansarterrängbil | 148       |                                                    |
| Pansarterrängbil 300 | Finland  | Pansarterrängbil | 20 (+321) | Antagen 2023.                                      |
| Pansarterrängbil 360 | Finland  | Pansarterrängbil | 112       | Finskproducerad Patria XA-360 AMV.                 |

### Terrängfordon
| Model            | Ursprung  | Typ           | Antal     | Notering                                     |
| ---------------- | --------- | ------------- | --------- | -------------------------------------------- |
| Terrrängbil 14   | Tyskland  | Terrängfordon | 435       | Mercedes-Benz G-klass 4x4.                   |
| Terrängbil 15    | Tyskland  | Terrängfordon | 151       | Mercedes-Benz G-klass 6x6.                   |
| Terrängbil 16    | Sydafrika | MRAP          | 380       |                                              |
| Terrängbil 24    | Finland   | MRAP          | 20 (+240) | Efterföljare till Terrängbil 16.             |
| Motorcykel XT250 | Japan     | Motorcykel    | 1 000     |                                              |
| Motorcykel 409   | Österrike | Motorcykel    | Okänt     | Används främst för kurirtjänst inom förband. |
| Motorcykel 810   | Tyskland  | Motorcykel    | 100       |                                              |
| Polisbil V90     | Sverige   | Polisbil      | Okänt     | Används av militärpolis.                     |

### Bandgående terrängfordon
| Model        | Ursprung | Typ                                | Antal      | Notering |
| ------------ | -------- | ---------------------------------- | ---------- | -------- |
| Bandvagn 206 | Sverige  | Bandgående terrängfordon           | 4 500      |          |
| Bandvagn 309 | Sverige  | Bepansrat bandgående terrängfordon | 93         |          |
| Bandvagn 410 | Sverige  | Bepansrat bandgående terrängfordon | 167 (+236) |          |

### Ledningsfordon
| Model                            | Ursprung | Typ                          | Antal | Notering                                                      |
| -------------------------------- | -------- | ---------------------------- | ----- | ------------------------------------------------------------- |
| Stridsledningspansarbandvagn 90A | Sverige  | Stridsledningspansarbandvagn | 54    | Används av bataljonschefer för att leda mekaniserade strider. |
| Stridsledningspansarbandvagn 90C | Sverige  | Stridsledningspansarbandvagn | 2     | Används av bataljonschefer för att leda mekaniserade strider. |

### Logistikfordon
| Model                    | Ursprung | Typ              | Antal | Notering |
| ------------------------ | -------- | ---------------- | ----- | -------- |
| Flaklastbil 6T 4x4       | Sverige  | Flaklastbil      | 120   |          |
| Flaklastbil 7T 8x2       | Sverige  | Flaklastbil      | 8     |          |
| Skåplastbil 8T 4x2       | Sverige  | Skåplastbil      | 40    |          |
| Flaklastbil 12T 6x6      | Sverige  | Flaklastbil      | 30    |          |
| Rullflakslastbil 12T 8x6 | Sverige  | Rullflakslastbil | 35    |          |
| Skåplastbil 13T 6x6      | Sverige  | Skåplastbil      | 80    |          |
| Rullflaksbil 14T 8x8     | Tyskland | Rullflakslastbil | 107   |          |
| Rullflakslastbil 14T 6x4 | Sverige  | Rullflakslastbil | 200   |          |
| Rullflakslastbil 14T 6x6 | Sverige  | Rullflakslastbil | 125   |          |
| Växelbil 16T 6x2         | Sverige  | Växelbil         | 3     |          |
| Rullflakslastbil 17T 8x4 | Sverige  | Rullflakslastbil | 12    |          |
| Dragbil 23T 6x6          | Sverige  | Dragbil          | Okänt |          |
| Dragbil 28T 8x4          | Sverige  | Dragbil          | 6     |          |

## Fältarbetsfordon
| Model                 | Ursprung | Typ                         | Antal | Notering                               |
| --------------------- | -------- | --------------------------- | ----- | -------------------------------------- |
| Djupminröjmaskin 1T   | Finland  | Minröjningsfordon           | Okänt |                                        |
| Truppminröjare 1B     | Kroatien | Minröjningsfordon           | 4     |                                        |
| Bandschaktare 18T     | USA      | Bepansrat minröjningsfordon | Okänt |                                        |
| Hjullastare 18T       | Sverige  | Bepansrad hjullastare       | Okänt |                                        |
| Bärgningsbandvagn 90  | Sverige  | Bärgningsfordon             | 24    |                                        |
| Brobandvagn 120       | Tyskland | Stridstekniskt brosystem    | 6     |                                        |
| Bärgningsbandvagn 120 | Tyskland | Bärgningsbandvagn           | 2     | 12 ytterligare enheter finns i förråd. |
| Ingenjörbandvagn 120  | Tyskland | Bepansrat ingenjörsfordon   | 6     |                                        |

## Artilleri

### Eldrörsartilleri
| Model              | Ursprung | Typ                   | Antal    | Notering |
| ------------------ | -------- | --------------------- | -------- | --- |
| Artillerisystem 08 | Sverige  | Självgående artilleri | 26 (+48) | Av de ursprungliga 48 enheterna som anskaffades såldes 14 till Storbritannien och 8 skänktes till Ukraina. En beställning på ytterligare 48 enheter har lagts av Försvarsmakten. |

### Artillerikanonvagnar
| Model                         | Ursprung | Typ                | Antal    | Notering |
| ----------------------------- | -------- | ------------------ | -------- | -------- |
| Granatkastarpansarbandvagn 90 | Sverige  | Artillerikanonvagn | 40 (+40) |          |

### Eldledare
| Model               | Ursprung | Typ               | Antal | Notering                                                                     |
| ------------------- | -------- | ----------------- | ----- | ---------------------------------------------------------------------------- |
| Eldledningsvagn 90A | Sverige  | Eldledningsfordon | 34    | Används för eldledning vid artilleri, flygunderstöd och marin understödseld. |
| Eldledningsvagn 90C | Sverige  | Eldledningsfordon | 8     | Används för eldledning vid artilleri, flygunderstöd och marin understödseld. |

### Artillerilokaliseringssystem
| Model                                    | Ursprung | Typ                         | Antal | Notering                         |
| ---------------------------------------- | -------- | --------------------------- | ----- | -------------------------------- |
| Artillerilokaliseringsradarbandvagn 2091 | Sverige  | Artillerilokaliseringsradar | Okänt | Baserad på Bandvagn 208-chassit. |

## Luftvärn

### Robotsystem
| Model               | Ursprung | Typ            | Antal | Notering |
| ------------------- | -------- | -------------- | ----- | -------- |
| Robotsystem 23      | Sverige  | Luftvärnsrobot | Okänt |          |
| Robotsystem 70      | Sverige  | Luftvärnsrobot | Okänt |          |
| Robotsystem 97      | USA      | Luftvärnsrobot | Okänt |          |
| Robotsystem 98      | Tyskland | Luftvärnsrobot | Okänt |          |
| Luftvärnssystem 103 | USA      | Luftvärnsrobot | 4     |          |

### Luftvärnsartilleri
| Model                 | Ursprung | Typ             | Antal | Notering                   |
| --------------------- | -------- | --------------- | ----- | -------------------------- |
| Luftvärnskanonvagn 90 | Sverige  | Luftvärnsfordon | 30    | Strf 9040 med PS-95-radar. |

## Pansarvärn

### Granatgevär
| Model          | Ursprung | Typ         | Antal | Notering |
| -------------- | -------- | ----------- | ----- | -------- |
| Granatgevär 18 | Sverige  | Granatgevär | Okänt |          |
| Pansarskott 86 | Sverige  | Granatgevär | Okänt |          |

### Pansarvärnsrobotar
| Model          | Ursprung  | Typ              | Antal | Notering |
| -------------- | --------- | ---------------- | ----- | -------- |
| Robotsystem 55 | USA       | Pansarvärnsrobot | Okänt |          |
| Robotsystem 56 | Sverige   | Pansarvärnsrobot | Okänt |          |
| Robotsystem 57 | Sverige   | Pansarvärnsrobot | Okänt |          |
| Robotsystem 58 | Frankrike | Pansarvärnsrobot | Okänt |          |

## Sprängladdningar

### Handgranater
| Model                 | Ursprung  | Typ        | Antal | Notering |
| --------------------- | --------- | ---------- | ----- | -------- |
| Spränghandgranat 07   | Sverige   | Handgranat | Okänt |          |
| Spränghandgranat 56   | Sverige   | Handgranat | Okänt |          |
| Chockhandgranat 96    | Sverige   | Handgranat | Okänt |          |
| Spränghandgranat 2000 | Frankrike | Handgranat | Okänt |          |

### Minor
| Model               | Ursprung | Typ             | Antal | Notering |
| ------------------- | -------- | --------------- | ----- | -------- |
| Larmmina 2          | Sverige  | Larmmina        | Okänt |          |
| Stridsvagnsmina 5   | Sverige  | Stridsvagnsmina | Okänt |          |
| Stridsvagnsmina 6   | Sverige  | Stridsvagnsmina | Okänt |          |
| Fordonsmina 13      | Sverige  | Fordonsmina     | Okänt |          |
| Fordonsmina 14      | Sverige  | Fordonsmina     | Okänt |          |
| Försvarsladdning 21 | USA      | Truppmina       | Okänt |          |
| Försvarsladdning 22 | Sverige  | Truppmina       | Okänt |          |

## Flyg

### Drönare
| Model  | Ursprung  | Typ                   | Antal | Notering |
| ------ | --------- | --------------------- | ----- | -------- |
| UAV 03 | USA       | Obemannad luftfarkost | Okänt |          |
| UAV 04 | USA       | Obemannad luftfarkost | Okänt |          |
| UAV 05 | USA       | Obemannad luftfarkost | Okänt |          |
| UAV 06 | Frankrike | Obemannad luftfarkost | Okänt |          |